# Corticivora
Corticivora es un género de polillas tortrícidas, categorizado en la tribu Grapholitini, de la subfamilia Olethreutinae. Fue descrito por Clarke en 1951.

## Especies
- Corticivora chica Brown, 1984
- Corticivora clarki Clarke, 1951
- Corticivora parva Brown, 1984
- Corticivora piniana (Herrich-Schäffer, 1851)